# Masdevallia bourdetteana
Masdevallia bourdetteana är en orkidéart som beskrevs av Carlyle August Luer. Masdevallia bourdetteana ingår i släktet Masdevallia och familjen orkidéer. Inga underarter finns listade i Catalogue of Life.